# Lucas Museum of Narrative Art
Le Lucas Museum of Narrative Art (en français : Musée Lucas de l'art narratif) est un musée en cours de construction à Los Angeles, en Californie, aux États-Unis. Fondé par George Lucas, le créateur de la saga Star Wars, ce musée est consacré à l'art narratif sous toutes ses formes, y compris la peinture, la photographie, le cinéma, et les arts numériques.

## Histoire
L'idée de créer ce musée a été initiée par George Lucas, qui souhaitait partager sa collection personnelle d'art narratif. Initialement, plusieurs villes étaient en compétition pour accueillir le musée, notamment San Francisco et Chicago. Finalement, Los Angeles a été choisie comme site en raison de son lien étroit avec l'industrie cinématographique.
La construction du musée a commencé en 2018, et son ouverture est prévue pour 2026.

## Architecture
Le bâtiment, conçu par l'architecte Ma Yansong, est futuriste et organique. Il est situé dans le parc Exposition Park à Los Angeles, à proximité du Los Angeles Memorial Coliseum et du California Science Center.

## Collections
Le musée abritera une vaste collection d'œuvres, comprenant des illustrations, des affiches de films, des accessoires, des œuvres numériques, et des pièces d'art classique et contemporain. La collection inclura également des éléments issus de la saga Star Wars.